# Contea di Cocke
La contea di Cocke in inglese Cocke County è una contea dello Stato del Tennessee, negli Stati Uniti. La popolazione al censimento del 2000 era di 33 565 abitanti. Il capoluogo di contea è Newport.